# Бруклет (Джорджія)
Бруклет (англ. Brooklet) — місто (англ. city) в США, в окрузі Буллок штату Джорджія. Населення — 1704 особи (2020).

## Географія
Бруклет розташований за координатами 32°23′21″ пн. ш. 81°40′12″ зх. д. / 32.38917° пн. ш. 81.67000° зх. д. (32.389099, -81.669966).  За даними Бюро перепису населення США в 2010 році місто мало площу 8,71 км², з яких 8,52 км² — суходіл та 0,20 км² — водойми.

## Демографія
Згідно з переписом 2010 року, у місті мешкало 1395 осіб у 515 домогосподарствах у складі 366 родин. Густота населення становила 160 осіб/км².  Було 572 помешкання (66/км²).
Расовий склад населення:
| - 85,1 % — білих - 11,5 % — чорних або афроамериканців - 0,4 % — корінних американців - 0,3 % — азіатів |

До двох чи більше рас належало 2,4 %. Частка іспаномовних становила 1,6 % від усіх жителів.
За віковим діапазоном населення розподілялося таким чином: 29,5 % — особи молодші 18 років, 57,8 % — особи у віці 18—64 років, 12,7 % — особи у віці 65 років та старші. Медіана віку мешканця становила 36,4 року. На 100 осіб жіночої статі у місті припадало 91,4 чоловіків;  на 100 жінок у віці від 18 років та старших — 84,3 чоловіків також старших 18 років.
Середній дохід на одне домашнє господарство  становив 64 295 доларів США (медіана — 55 185), а середній дохід на одну сім'ю — 72 531 долар (медіана — 65 703). Медіана доходів становила 49 886 доларів для чоловіків та 38 958 доларів для жінок. За межею бідності перебувало 10,5 % осіб, у тому числі 16,8 % дітей у віці до 18 років та 4,6 % осіб у віці 65 років та старших.
Цивільне працевлаштоване населення становило 734 особи. Основні галузі зайнятості: освіта, охорона здоров'я та соціальна допомога — 32,0 %, виробництво — 18,5 %, публічна адміністрація — 10,2 %, роздрібна торгівля — 9,5 %.